# Usinor
Usinor è un gruppo siderurgico francese fondato nel 1948 e scomparso nel 2001 durante la fusione che ha dato vita al gruppo europeo Arcelor.
Quando è stato creato, Usinor (Unione siderurgica della Francia settentrionale) era una società siderurgica con sede nel nord della Francia. Cresce per fusione e acquisizione prima di confrontarsi, negli anni '70, con gravi difficoltà economiche. Viene ristrutturata con l'aiuto dello Stato francese. Ciò la portò a fondersi nel 1986 con il suo concorrente, la lorenese Sacilor, per formare il gruppo Usinor-Sacilor. Nel 1997, Usinor-Sacilor è tornata ad essere Usinor, un'azienda completamente ristrutturata, con un'ambizione globale e focalizzata sulla produzione di ferro piatto e prodotti in acciaio.
Il 18 febbraio 2002, Usinor si è fusa con la spagnola Aceralia e la lussemburghese Arbed per formare il gruppo europeo Arcelor. Questo gruppo scompare nel 2006, quando Mittal Steel Company lancia un'offerta d'acquisto per Arcelor che si traduce in una fusione dei due gruppi nel giugno 2006 per formare ArcelorMittal.

## Storia
Usinor è nato nel 1948 dalla fusione di due gruppi siderurgici francesi: Forges du Nord et Aciéries et de l'Est e Hauts Fourneaux, Forges et Aciéries Denain-Anzin.
Le origini del gruppo Sacilor risalgono al Gruppo Wendel, fondato nel XVIII secolo. Sia Usinor e Sacilor avevano visto una rapida espansione tra il 1950 e gli inizi degli anni '70.
La crisi del settore siderurgico ha sofferto negli anni '70 e '80 e ha portato a successive fasi di ristrutturazione e e concentrazione dell'industria siderurgica, organizzate attorno alle compagnie Usinor e Sacilor.
La difficile situazione dell'industria portò lo Stato francese ad assumere nel 1981 una quota di maggioranza nel capitale delle due società, convertendo i loro debiti in capitale, entrambi di fatto destinati al settore pubblico.
Nel 1986, entrambi i gruppi, di dimensioni medie, dominavano il mercato francese, essendo concorrenti tra loro. Con l'obiettivo di migliorare le prestazioni complessive, lo Stato - proprietario allora di quasi il 100% di ciascuno dei due gruppi - ha deciso di unirle dopo la loro esclusione dal mercato azionario, dando origine alla nascita del gruppo Usinor Sacilor.
La politica del nuovo gruppo si basa su:
- la razionalizzazione delle sue strutture,
- l'ottimizzare la gestione,
- lo riorientamento delle attività verso i prodotti di fascia alta del mercato e
- l'adozione di un approccio basato sull'innovazione e lo sviluppo delle competenze.

Questo insieme di misure ha permesso al gruppo di recuperare la sua competitività.
Nel luglio 1995, lo Stato francese ha deciso di privatizzare il gruppo Usinor Sacilor, dato che la gestione era già svolta come in una società privata e che svolgeva le sue attività in un contesto di forte concorrenza,
Negli anni '90, il gruppo ha concentrato la propria crescita sul riorientamento della produzione verso i prodotti di fascia alta: prodotti piatti in acciaio al carbonio e acciai inossidabili. Questo consolida la sua posizione in Europa, così come l'espansione internazionale in paesi come Brasile, Tailandia, Stati Uniti e il Giappone, quest'ultimo attraverso un'alleanza strategica con Nippon Steel. Nel giugno 1997 il gruppo adottò il nome Usinor.
Successivamente si unisce ai gruppi d'acciaio Aceralia e Arbed per dar vita alla nascita di Arcelor, uno dei più importanti gruppi siderurgici al mondo. Il progetto di integrazione si è materializzato il 18 febbraio 2002 con la quotazione in borsa del nuovo gruppo.